# Маят
Маят — река в Якутии, протекает по территории Анабарского улуса, в среднем течении — по границе Анабарского улуса и Оленёкского района. Река течёт на запад, впадает справа в Анабар. Имеет множество меандров и заплавных озёр, в верхней части пересыхает. Наибольшей ширины и глубины река достигает в верхней части — 33 и 1,5 метра соответственно. Дно заросшее водорослями, в нижней части — каменистое.
Длина реки — 115 км, площадь водосборного бассейна — 1030 км². Высота истока — более 131 м над уровнем моря, высота устья — 8 м над уровнем моря.

## Притоки
(от истока к устью)
- левые: Кюельлях, Лясегер-Юрях, Курунг-Юрях, Кула, Олом, Иванка-Юряге;
- правые: Чорду-Пастага, Тыйдах-Юрях[2].

## Данные водного реестра
По данным государственного водного реестра России относится к Ленскому бассейновому округу. Код водного объекта — 18010000112117600041060.